# Jean Hyacinthe Sébastien Chartrand
Pour les articles homonymes, voir Chartrand.
Jean Hyacinthe Sébastien Chartrand, né le 18 janvier 1779 à Carcassonne, et mort fusillé le 22 mai 1816 à Lille (Nord), est un général de brigade français du Premier Empire.

## Biographie

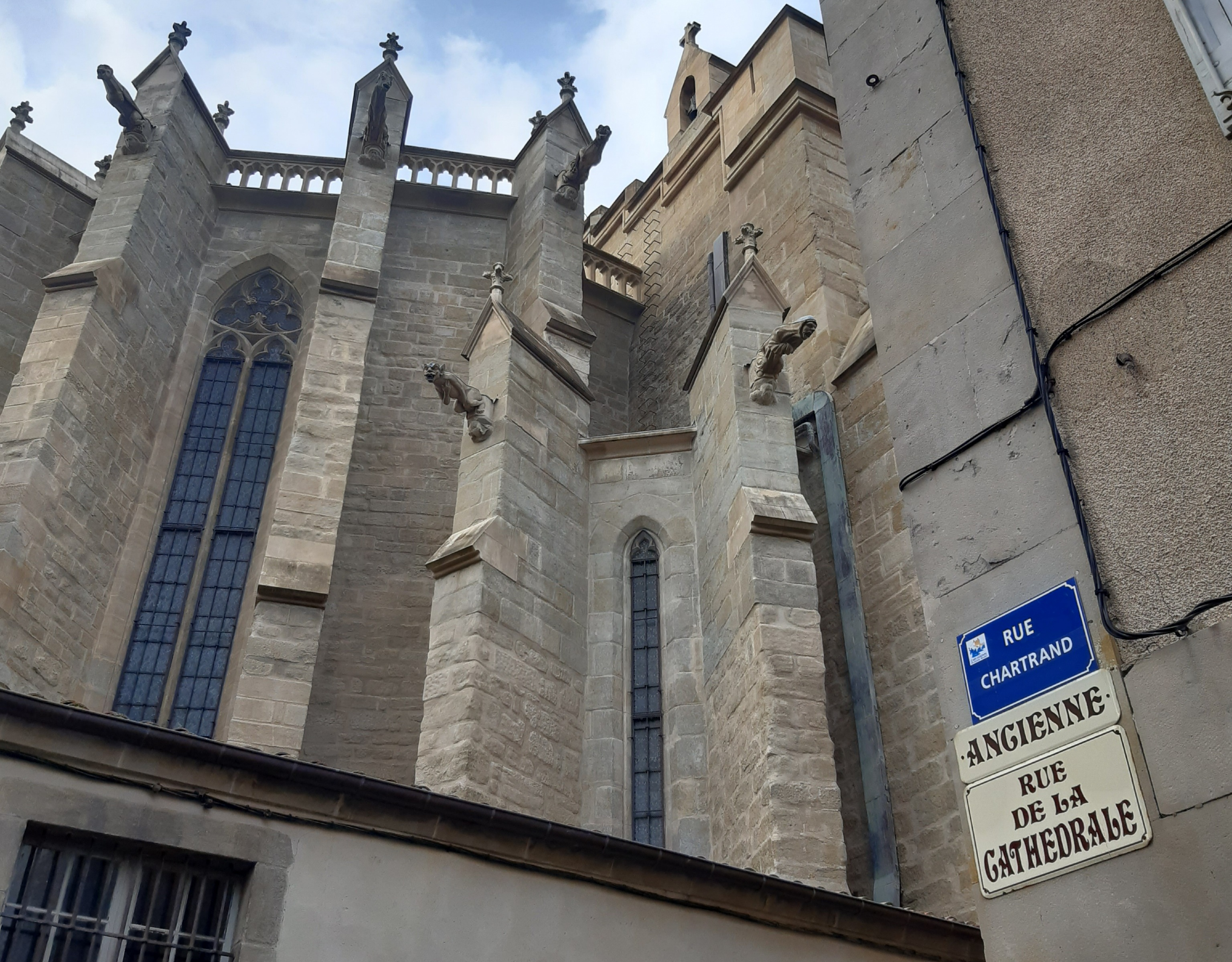
Le début de la rue Chartrand à Carcassonne nommée en hommage au général par délibération municipale du 15 mai 1901.

Fils d'un imprimeur, il entre au service à l'âge de quatorze ans, fait les campagnes de 1794 et 1795, à l'armée des Pyrénées orientales, passe à celle d'Italie après la paix de Bâle, et se distingue en diverses rencontres. Il sert ensuite sur le Rhin, à la Grande Armée, et est fait colonel en 1813. Vainqueur, le 28 juillet, de 6 000 Russes, qui essaient de l'arrêter dans les gorges de Pina, il assiste le 30, à la bataille de Kinluc, se fait jour au milieu des colonnes ennemies, leur enlève 52 officiers supérieurs, dégage son général de division et une partie des troupes tombées en leur pouvoir.
Il est promu général de brigade le 29 septembre 1813, pour ces faits d'armes, et il est fait officier de la Légion d'honneur le 22 octobre suivant. Il est admis à la retraite par les Bourbons. Au retour de l'Empereur, il est chargé du commandement du département de l'Aude, et rencontre en se rendant à sa destination, le baron Trouvé, avec lequel il a une entrevue dont le détail, publié dans une intention coupable, produit plus tard l'effet qu'on en attendait.
Il combat vaillamment à Fleurus et à Waterloo, à la tête d'une brigade de voltigeurs de la garde. À Waterloo, il attaque des hauteurs qui semblent inexpugnables. Repoussé trois fois, il revient trois fois à la charge et emporte la position.
Le général Chartrand exécute sa retraite en bon ordre, se rend sous les murs de la capitale, passe la Loire et revient à Paris après le licenciement. Envoyé d'abord en surveillance à Lille, arrêté, puis traduit devant une commission militaire, il est condamné à mort et exécuté. Il a alors trente-sept ans, compte vingt-deux campagnes et un grand nombre d'actions d'éclat.
Les habitants de Lille lui ont élevé un monument par souscription. Il repose au cimetière du Sud à Lille. Un caveau familial existe au cimetière Saint-Michel à Carcassonne où une rue porte son nom.

## États de service
- Novembre 1793, engagé dans l'infanterie de ligne
- 1807, lieutenant des Chasseurs de la garde
- 13 juillet 1813 : Colonel du 25e régiment d'infanterie de ligne
- 19 septembre 1813 : fait prisonnier à Dresde
- mars 1815, les Cent-Jours, nommé commandant du département de l'Aude, puis combattant à Waterloo.

## Décorations
- Officier de la Légion d'honneur (1812)
- Croix de Saint-Louis (1815)[1].